# Alvin Young
Alvin Jerome Young, (nacido el 12 de noviembre de 1975 en Port Jervis, Nueva York) es un jugador de baloncesto estadounidense. Con 1.91 metros de estatura, juega en la posición de escolta. 

## Trayectoria
- Universidad de Mitchell (1995-1997)
- Universidad de Niagara (1998-1999)
- Ikaros Esperos (1999-2000)
- Trenton Shooting Stars (2000-2001)
- Florida Sea Dragons (2001)
- Pallacanestro Reggiana (2001-2004)
- Bnei HaSharon (2004-2005)
- Strasbourg IG (2005-2006)
- Ironi Nahariya (2006)
- Orlandina Basket (2006-2007)
- Pallacanestro Reggiana (2007-2009)
- Pallacanestro Pavia (2009-2010)
- Reyer Venezia (2010-2013)
- Victoria Libertas Pesaro (2013-2014)
- UC Casalpusterlengo (2014-2016)